# Owerri
Owerri è una città del sud-est della Nigeria ed è la capitale dello Stato dell'Imo, compreso nel territorio dell'Igboland. È situata a 10 km a sud-ovest di Amatta.
Nel 2007 la sua popolazione raggiungeva le 231 789 unità.
È la città natale del calciatore nigeriano Nwankwo Kanu.

## Amministrazione

### Gemellaggi
- Gresham